# Gillette (marca)
Gillette é uma marca da Procter & Gamble, atualmente utilizada para aparelhos de barbear e outros produtos de higiene pessoal. Com sede em Boston, Massachusetts, Estados Unidos, foi uma das várias marcas originalmente de propriedade da The Gillette Company, líder mundial de fornecedores de produtos de diversas marcas que foi incorporada pela P&G em 2005.
No Brasil, se tornou sinônimo de aparelho de barbear (geralmente escrito como "gilete").

## História
The Gillette Company original foi fundada em 1902, por King Camp Gillette, em como fabricante de aparelho de barbear.
Em 2001, a empresa lançou a marca Gillette Venus para mulheres.
Em 1º de outubro de 2005, a The Gillette Company deixou de existir após ser comprada pela Procter & Gamble, por 57 bilhões de dólares.
Seu último dia de negociação no mercado - símbolo G na New York Stock Exchange - foi em 30 de setembro de 2005. A negociação criou a maior fabricante mundial de produtos para o lar e cuidados pessoais. A empresa comercializa também as marcas Braun, Duracell, Oral-B, entre outras.
Em junho de 2007, os bens da empresa Gillette foram inicialmente incorporados em uma unidade da P&G, conhecida internamente como Global Gillette, dissolvida e incorporada em outras duas divisões, denominadas Procter & Gamble Beauty e Procter & Gamble Household Care.